# 特雷羅 (新墨西哥州)
特雷羅（英語：Tererro）是位於美國新墨西哥州聖米格爾縣的非建制地區。

## 歷史
特雷羅的郵局自1927年營運至今。

## 地理
特雷羅所處的海拔為高於海平面2351米（即7714英呎），而該地所採用的時區為UTC-7，即北美山地时区（MST）。同時該地設有夏令時間，為UTC-7調快一小時，即UTC-6（MDT）。